# Vaisigano
Vaisigano est un district des Samoa. Le district est situé à l'ouest de l'île.
Va'ai Kolone, un chef samoan du village de Vaisala en Vaisigano, a été un Premier ministre des Samoa.

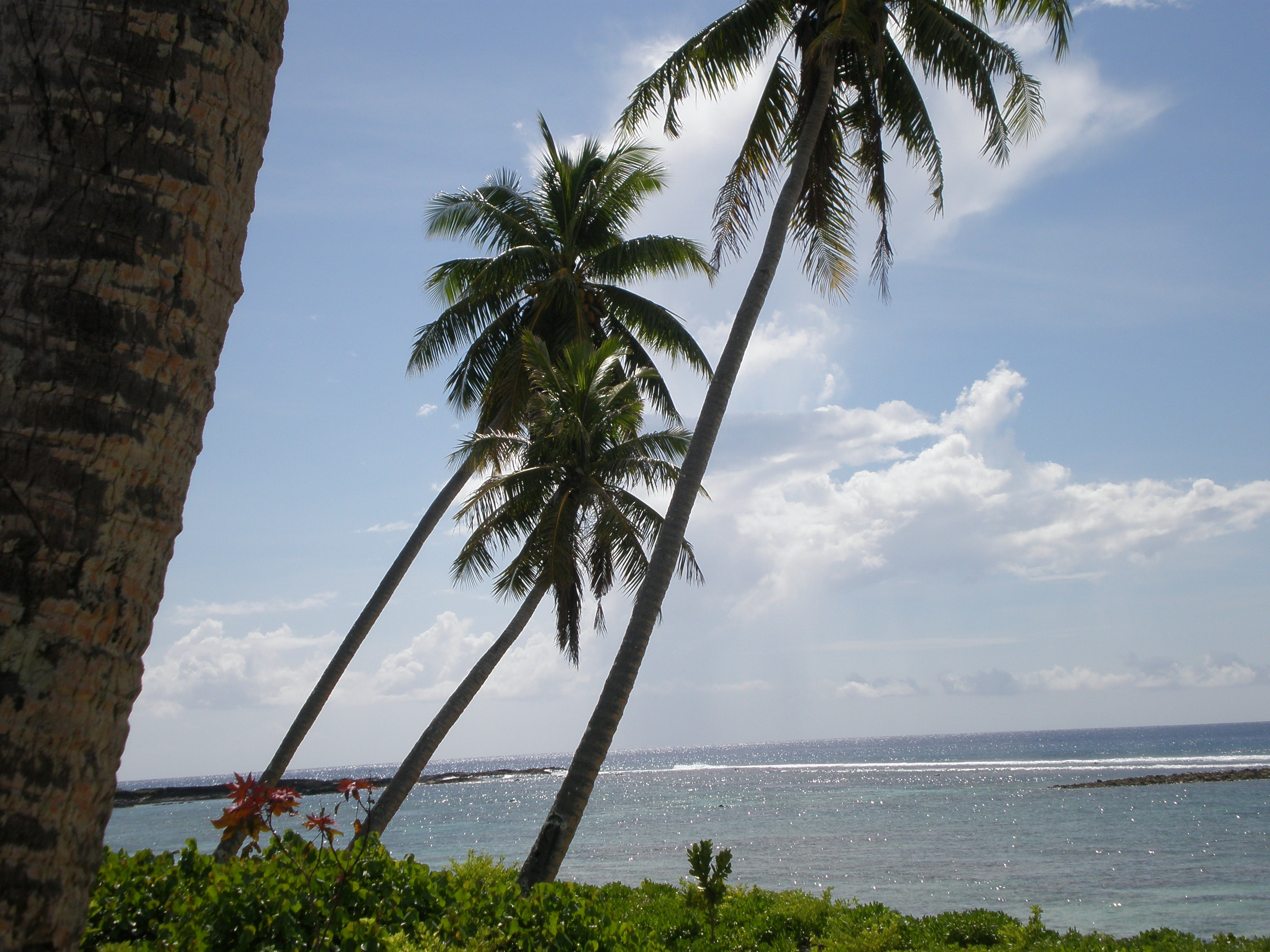
En regardant vers l'ouest depuis la plage de Falealupo